# Hedonismus
Hedonismus (von altgriechisch ἡδονή hēdonḗ, deutsch ‚Freude, Vergnügen, Lust, Genuss, sinnliche Begierde‘; Wortbildung mit dem Suffix -ismus) im philosophischen Sinne bezeichnet eine Gruppe von Theorien, in denen der Begriff der Lust eine zentrale Rolle spielt.
Laut dem psychologischen Hedonismus zielen all unsere Handlungen darauf ab, die Lust zu erhöhen und Schmerzen zu vermeiden. Der ethische Hedonismus ist die These, dass es von der Steigerung der Lust und der Verringerung des Schmerzes abhängt, was wir tun sollen oder welche Handlung richtig ist. Der axiologische Hedonismus ist die These, dass nur Lust intrinsischen Wert hat. Dem ästhetischen Hedonismus zufolge ist eine Sache genau dann schön, wenn die Wahrnehmung von ihr von interesselosem Wohlgefallen begleitet wird. Im Gegensatz zu dem philosophischen Verständnis wird im alltagssprachlichen Gebrauch mit dem Begriff Hedonismus häufig eine nur an momentanen sinnlichen Genüssen orientierte egoistische Lebenseinstellung bezeichnet. In diesem Sinne wird der Begriff Hedonismus oft abwertend gebraucht und als Zeichen der Dekadenz interpretiert.

## Die Natur der Lust
Lust (engl.: pleasure) spielt in allen Formen des Hedonismus eine zentrale Rolle. Lust bezieht sich auf Erfahrung, die sich gut anfühlt, die den Genuss von etwas beinhaltet. Lust steht im Gegensatz zu Schmerz oder Leid, die Formen davon sind, sich schlecht zu fühlen. Diskussionen innerhalb des Hedonismus konzentrieren sich normalerweise mehr auf die Lust, aber als negative Seite ist der Schmerz in diesen Diskussionen ebenso impliziert. Sowohl Lust als auch Schmerz treten in Graden auf und werden als eine Dimension angesehen, die von positiven Graden über einen neutralen Punkt bis zu negativen Graden reicht. Der Begriff „Freude“ (happiness) wird in dieser Tradition häufig verwendet, um den Überschuss von Lust gegenüber Schmerz zu bezeichnen.
In der Alltagssprache wird der Begriff „Lust“ in erster Linie mit Sinnesfreuden wie dem Genuss von Essen oder Sex in Verbindung gebracht. Im allgemeinsten Sinne umfasst er jedoch alle Arten von positiven oder angenehmen Erfahrungen, einschließlich der Freude am Sport, am Anblick eines schönen Sonnenuntergangs oder an einer intellektuell befriedigenden Tätigkeit. Theorien der Lust versuchen zu bestimmen, was all diese angenehmen Erfahrungen gemeinsam haben, was für sie wesentlich ist. Sie werden traditionell in Qualitätstheorien (quality theories) und Einstellungstheorien (attitude theories) unterteilt. Qualitätstheorien gehen davon aus, dass Lust eine Eigenschaft der angenehmen Erfahrungen selbst ist, während Einstellungstheorien besagen, dass Lust in gewisser Weise extern zu der Erfahrung ist, da sie von der Einstellung des Subjekts zu der Erfahrung abhängt.
Die Plausibilität der verschiedenen Versionen des Hedonismus wird dadurch beeinflusst, wie die Natur der Lust verstanden wird. Ein wichtiger Anreiz der meisten Formen des Hedonismus besteht darin, dass sie in der Lage sind, eine einfache und einheitliche Darstellung ihrer jeweiligen Bereiche zu geben. Dies ist jedoch nur möglich, wenn die Lust selbst ein einheitliches Phänomen ist. Dies wurde infrage gestellt, vor allem aufgrund der großen Vielfalt von Lusterfahrungen, die anscheinend kein gemeinsames Merkmal aufweisen. Eine Weise für Qualitätstheoretiker, auf diesen Einwand zu reagieren, besteht darin, darauf hinzuweisen, dass der hedonische Ton von Lusterlebnissen keine reguläre Qualität ist, sondern eine Qualität höherer Ordnung. Einstellungstheorien haben eine einfachere Möglichkeit, auf dieses Argument zu antworten, da sie behaupten können, dass dieselbe Art von Einstellung allen angenehmen Erfahrungen zukommt. Diese Einstellung wird häufig mit Begierde identifiziert.

## Psychologischer Hedonismus
Der psychologische Hedonismus (psychological hedonism) ist eine empirische Theorie darüber, was uns motiviert. Er besagt, dass alle unsere Handlungen darauf abzielen, die Lust zu erhöhen und Schmerzen zu vermeiden. Dies wird in der Regel in Kombination mit Egoismus verstanden, d. h. dass jeder Mensch nur auf sein eigenes Glück abzielt. Unsere Handlungen beruhen auf Glaubenshaltungen darüber, was Freude verursacht. Falsche Überzeugungen können uns in die Irre führen, sodass unsere Handlungen nicht zu Lust führen, aber selbst gescheiterte Handlungen sind laut dem psychologischen Hedonismus durch Lusterwägungen motiviert. Das Paradox des Hedonismus besagt, dass lustsuchendes Verhalten häufig auch auf andere Weise fehlschlägt. Es behauptet, dass durch Lust motiviertes Verhalten in dem Sinne kontraproduktiv ist, dass es zu weniger tatsächlicher Lust führt, als wenn man anderen Motiven folgt.
Eine Attraktion des psychologischen Hedonismus besteht darin, dass er eine einfache Darstellung liefert, die verspricht, die Gesamtheit des menschlichen Verhaltens zu erklären. Auf den ersten Blick ist er intuitiv plausibel, da lustsuchendes Verhalten ein weit verbreitetes Phänomen ist und unser Verhalten in der Tat zeitweise dominieren kann. Aber die Behauptung, dass dies auf all unser Verhalten verallgemeinert werden kann, ist höchst umstritten. Eine gängige Strategie der Gegner ist es, auf verschiedene Gegenbeispiele von Handlungen hinzuweisen, für die es keine plausible Erklärung in Form von Lust gibt. Zu diesen Gegenbeispielen gehören egoistische Motive für andere Dinge als Lust, wie z. B. Selbstverbesserung oder Ruhm nach dem Tod, und altruistische Motive, wie z. B. die Sorge um das Glück des eigenen Kindes, sich für eine höhere Sache zu opfern oder Gerechtigkeit trotz persönlicher Nachteile zu verteidigen. Psychologische Hedonisten haben versucht, diese Fälle im Sinne von lustsuchendem Verhalten umzudeuten. Solche Neuinterpretationen sind in bestimmten Fällen plausibel. Beispielsweise kann die Verbesserung der eigenen Gesundheit als langfristige Vermeidung von Schmerzen angesehen werden oder das Glücklichsein der Kinder kann auch den Eltern Freude bereiten. Es ist jedoch zweifelhaft, ob dies in allen Fällen funktioniert, beispielsweise bei einem Soldaten, der sich selbst aufopfert.
Aber sogar in vielen alltäglichen Fällen scheint die Introspektion darauf hinzudeuten, dass das Streben nach Lust nur eine Art von Motiv ist, das uns unter anderen antreibt. Eine Neuinterpretation all dieser Fälle in Bezug auf Lust würde der introspektiven Einsicht zuwiderlaufen. Ein weiteres Problem des psychologischen Hedonismus als einer philosophischen Theorie besteht darin, dass seine grundlegenden Behauptungen zur Motivation anscheinend eher zur empirischen Psychologie als zur Philosophie gehören. Daher wären harte empirische Beweise erforderlich, um seine Behauptungen zu bestätigen. Es reicht nicht aus, nur eine plausible Geschichte erzählen zu können.

## Ethischer Hedonismus
Der ethische Hedonismus (ethical hedonism), wie hier definiert, ist die These, dass Erwägungen zur Steigerung der Lust und zur Verringerung des Schmerzes bestimmen, was wir tun sollen oder welche Handlung richtig ist. Er wird jedoch manchmal in einem umfangreicheren Sinne in Bezug auf intrinsischen Wert definiert. In diesem Fall schließt er den axiologischen Hedonismus, wie weiter unten definiert, ein. Er unterscheidet sich vom psychologischen Hedonismus, da er unser Verhalten nicht beschreibt, sondern vorschreibt. Im engeren Sinne ist der ethische Hedonismus eine Form des Konsequentialismus, da er die Richtigkeit einer Handlung auf der Grundlage ihrer Konsequenzen bestimmt, die hier anhand von Lust und Schmerz bemessen werden. Daher betreffen ihn die Hauptargumente für und gegen Konsequentialismus. Positiv zu vermerken ist, dass die Konsequenzen unseres Handelns von Bedeutung sind und dass wir durch sie die Welt zu einem besseren Ort machen sollen. Auf der negativen Seite würde der Konsequentialismus zur Folge haben, dass wir selten oder nie wissen, was richtig und was falsch ist, da unser Wissen über die Zukunft eher begrenzt ist und die Konsequenzen selbst einfacher Handlungen enorm sein können. Als eine Form des Hedonismus hat er anfänglich einen intuitiven Anreiz, da Lust und Schmerz relevant dafür zu sein scheinen, wie wir handeln sollen. Es wurde jedoch argumentiert, dass es moralisch verwerflich ist, Lust und Schmerz als die einzigen Faktoren anzusehen, die für das, was wir tun sollen, relevant sind, da diese Position beispielsweise die Werte der Gerechtigkeit, der Freundschaft und der Wahrheit zu ignorieren scheint. Der ethische Hedonismus befasst sich in der Regel sowohl mit Lust als auch mit Schmerz. Aber die eingeschränktere Version in Form des negativen Konsequentialismus oder negativen Utilitarismus konzentriert sich nur auf die Verringerung von Leiden. Der ethische Hedonismus soll von Aristippos von Kyrene ins Leben gerufen worden sein, der die Idee vertrat, dass Lust das höchste Gut ist.
Ethische hedonistische Theorien können in Bezug darauf klassifiziert werden, wessen Lust gesteigert werden soll. Nach der egoistischen Version soll jeder Akteur nur auf die Maximierung seiner eigenen Lust abzielen. Diese Position wird normalerweise nicht sehr geschätzt. Altruistische Theorien, allgemein bekannt unter dem Begriff „klassischer Utilitarismus“, sind in der philosophischen Gemeinschaft angesehener. Sie sind der Meinung, dass der Handelnde die Gesamtsumme des Glücks aller maximieren soll. Diese Gesamtsumme beinhaltet auch die Lust des Handelnden, aber nur als einen Faktor unter vielen. Ein gängiger Einwand gegen den Utilitarismus ist, dass er zu anspruchsvoll sei. Dies ist besonders ausgeprägt in Fällen, in denen der Handelnde sein eigenes Glück opfern muss, um das Glück eines anderen zu fördern. Zum Beispiel haben verschiedene Kommentatoren dieses Argument gegen die Position von Peter Singer gerichtet, der in ähnlicher Weise vorschlägt, dass das Richtige für die meisten Menschen aus entwickelten Ländern darin besteht, einen bedeutenden Teil ihres Einkommens an Wohltätigkeitsorganisationen zu spenden, was vielen übermäßig anspruchsvoll erscheint. Singer rechtfertigt seine Position mit dem Hinweis, dass das Leid, das auf diese Weise in den Ländern der Dritten Welt vermieden werden kann, gegenüber der Freude, die durch die anderweitige Verwendung des Geldes entstehen würde, erheblich überwiegt. Ein weiterer wichtiger Einwand gegen den Utilitarismus besteht darin, dass er die persönliche Natur moralischer Pflichten außer Acht lässt, dass es beispielsweise wichtiger sein kann, das Glück derer zu fördern, die uns nahe stehen, wie unserer Familie und Freunde, auch wenn die alternative Vorgehensweise zu etwas mehr Glück für einen Fremden führen würde.

## Axiologischer Hedonismus
Der axiologische Hedonismus (axiological hedonism) ist die These, dass nur Lust einen intrinsischen Wert hat. Er wird auch als evaluativer Hedonismus (evaluative hedonism) oder Werthedonismus (value hedonism) bezeichnet und wird manchmal als Teil des ethischen Hedonismus behandelt. Eine eng verwandte Theorie, die oft zusammen mit dem axiologischen Hedonismus behandelt wird, ist der Hedonismus über das Wohlbefinden, der besagt, dass Lust und Schmerz die einzigen Bestandteile des Wohlbefindens sind und somit die einzigen Dinge, die für jemanden gut sind. Im Mittelpunkt des Verständnisses des axiologischen Hedonismus steht die Unterscheidung zwischen intrinsischem und instrumentalem Wert. Eine Entität hat einen intrinsischen Wert, wenn sie an sich oder um ihrer selbst willen gut ist. Der instrumentale Wert wird hingegen Dingen zugeschrieben, die nur als Mittel für etwas anderes wertvoll sind. Zum Beispiel werden Werkzeuge wie Autos oder Mikrowellen aufgrund ihrer Funktion als instrumental wertvoll bezeichnet, während das Glück, das sie verursachen, intrinsisch wertvoll ist. Der axiologische Hedonismus ist eine These über den intrinsischen Wert, nicht über den Wert im Allgemeinen.
Im Rahmen des axiologischen Hedonismus gibt es zwei konkurrierende Theorien über das genaue Verhältnis von Lust und Wert: den quantitativen und den qualitativen Hedonismus. Quantitative Hedonisten, die Jeremy Bentham folgen, sind der Ansicht, dass der spezifische Inhalt oder die Qualität eines Lusterlebnisses nicht relevant für dessen Wert sind, der nur von seinen quantitativen Merkmalen abhängt: der Intensität und der Dauer. Laut dieser Sichtweise ist intensives Lusterlebnis beim Essen oder beim Sex mehr wert als ein subtiles Lusterlebnis beim Betrachten schöner Kunst oder bei einer anregenden intellektuellen Unterhaltung. Qualitative Hedonisten, die John Stuart Mill folgen, wenden sich gegen diese Version mit der Begründung, dass sie den axiologischen Hedonismus in eine „Philosophie der Schweine“ zu verwandeln droht. Sie argumentieren stattdessen, dass die Qualität ein weiterer Faktor ist, der für den Wert eines Lusterlebnisses relevant ist, z. B. dass die niederen Vergnügen des Körpers weniger wertvoll sind als die höheren Freuden des Geistes.
Ein Anreiz des axiologischen Hedonismus besteht darin, dass er eine einfache und einheitliche Darstellung dessen liefert, worauf es ankommt. Er spiegelt auch die introspektive Einsicht wider, dass die Lust als etwas Gutes empfunden wird, das es wert ist, angestrebt zu werden. Der axiologische Hedonismus war in der Geschichte der westlichen Philosophie durchwegs einflussreich, wurde jedoch in der zeitgenössischen Philosophie vielfach kritisiert. Die meisten Einwände lassen sich grob in zwei Arten einteilen: (1) Einwände gegen die Behauptung, dass Lust eine hinreichende Bedingung von intrinsischem Wert ist oder dass jede Lust an sich wertvoll ist; (2) Einwände gegen die Behauptung, dass Lust eine notwendige Bedingung von intrinsischem Wert ist oder dass es keine anderen intrinsisch wertvollen Dinge außer Lust gibt. Gegner aus der ersten Kategorie versuchen gewöhnlich, auf Fälle von Lust hinzuweisen, die entweder keinen oder einen negativen Wert zu haben scheinen, wie sadistische Lust oder Lust aufgrund eines falschen Glaubens. Qualitative Hedonisten können versuchen, diese Fälle dadurch zu erklären, dass sie die Lust abwerten, die mit den problematischen Eigenschaften in Verbindung steht. Andere Möglichkeiten, auf dieses Argument zu reagieren, sind die Zurückweisung der Behauptung, dass diese Lust wirklich keinen oder einen negativen intrinsischen Wert hat, oder zu verneinen, dass diese Fälle überhaupt Lust mit sich bringen.
Verschiedene Gedankenexperimente wurden für die zweite Kategorie vorgeschlagen, also dafür, dass es neben Lust noch andere intrinsisch wertvolle Dinge gibt. Das Bekannteste in der jüngeren Philosophie ist Robert Nozicks Erlebnismaschine. Nozick fragt uns, ob wir damit einverstanden wären, dauerhaft in eine simulierte Realität versetzt zu werden, die angenehmer ist als das wirkliche Leben. Er hält es für vernünftig, dieses Angebot abzulehnen, da neben der Lust auch andere Dinge eine Rolle spielen. Das hat damit zu tun, dass es wichtig ist, mit der Realität in Berührung zu stehen und tatsächlich „einen Unterschied in der Welt zu machen“, anstatt nur unter diesem Anschein zu stehen, da das Leben sonst sinnlos wäre. Axiologische Hedonisten haben auf dieses Gedankenexperiment durch den Hinweis geantwortet, dass unsere Intuitionen darüber, was wir tun sollen, falsch sind, dass es zum Beispiel eine kognitive Verzerrung gibt, den Status quo zu bevorzugen, und dass, wenn wir herausfinden würden, dass wir unser bisheriges Leben bereits in der Erlebnismaschine verbracht hätten, wir uns wahrscheinlich dafür entscheiden würden, in dieser Maschine zu bleiben. Ein weiterer Einwand innerhalb dieser Kategorie ist, dass uns viele Dinge neben der Lust wertvoll erscheinen, wie Tugend, Schönheit, Wissen oder Gerechtigkeit. Zum Beispiel schlägt G. E. Moore in einem berühmten Gedankenexperiment vor, dass eine Welt, die nur aus einer schönen Landschaft besteht, besser ist als eine hässliche und ekelerregende Welt, selbst wenn es kein bewusstes Wesen gibt, das eine der beiden Welten beobachten und genießen oder erleiden kann. Eine Möglichkeit für den axiologischen Hedonisten, darauf zu reagieren, besteht darin, den Wert dieser Dinge anhand instrumentaler Werte zu erklären. So ist zum Beispiel Tugend gut, weil sie dazu neigt, allgemein die Lust der tugendhaften Person oder der Menschen um sie herum zu erhöhen. Dies kann mit der Behauptung gepaart werden, dass es eine psychologische Voreingenommenheit gibt, stabile Instrumentalwerte mit intrinsischen Werten zu verwechseln, um so die Intuition des Gegners zu erklären. Obwohl diese Strategie in einigen Fällen funktionieren mag, ist es umstritten, ob sie auf alle Gegenbeispiele angewendet werden kann.

## Ästhetischer Hedonismus
Der ästhetische Hedonismus (aesthetic hedonism) ist die in der Ästhetik einflussreiche Ansicht, dass Schönheit oder ästhetischer Wert in Bezug auf Lust definiert werden kann, z. B. dass ein Objekt schön ist, wenn es Lust verursacht, oder dass die Erfahrung von Schönheit immer von Lust begleitet wird. Eine prominente Artikulation dieser Position kommt von Thomas von Aquin, der Schönheit als „das, was in der bloßen Anschauung davon gefällt“ definiert. Immanuel Kant erklärt diese Lust durch ein harmonisches Zusammenspiel von Verstand und Einbildungskraft. Eine weitere Frage für ästhetische Hedonisten ist, wie das Verhältnis von Schönheit und Lust zu erklären ist. Dieses Problem ähnelt dem Euthyphron-Dilemma: Ist etwas schön, weil wir es genießen, oder genießen wir es, weil es schön ist? Identitätstheoretiker lösen dieses Problem, indem sie leugnen, dass es einen Unterschied zwischen Schönheit und Lust gibt: Sie identifizieren Schönheit oder deren Erscheinung mit der Erfahrung von ästhetischer Lust.
Ästhetische Hedonisten beschränken und präzisieren den Begriff der Lust in der Regel auf verschiedene Weisen, um offensichtliche Gegenbeispiele zu vermeiden. Eine wichtige Unterscheidung in diesem Zusammenhang ist der Unterschied zwischen reiner und gemischter Lust. Reine Lust schließt jede Form von Schmerz oder unangenehmen Gefühlen aus, während das Erleben von gemischter Lust auch unangenehme Elemente enthalten kann. Aber Schönheit kann gemischte Lust beinhalten, zum Beispiel im Fall einer schönen tragischen Geschichte, weshalb gemischte Lust in ästhetisch-hedonistischen Konzeptionen von Schönheit normalerweise zugelassen wird.
Ein weiteres Problem ästhetischer hedonistischer Theorien ist, dass wir uns an vielen Dingen erfreuen, die nicht schön sind. Eine Möglichkeit, dieses Problem anzugehen, besteht darin, Schönheit mit einer besonderen Art von Lust in Verbindung zu bringen: Mit der ästhetischen Lust oder dem interesselosen Wohlgefallen. Ein Wohlgefallen ist interesselos, wenn es gegenüber der Existenz des schönen Objekts gleichgültig ist oder wenn sie nicht aufgrund eines vorangegangenen Wunsches durch eine Mittel-Zweck-Folgerung entstanden ist. Zum Beispiel wäre die Freude am Anblick einer schönen Landschaft auch dann noch wertvoll, wenn sich herausstellen würde, dass dieses Erlebnis eine Illusion war, was nicht der Fall wäre, wenn diese Freude darauf zurückzuführen wäre, dass man die Landschaft als eine wertvolle Immobilien-Gelegenheit ansieht. Gegner des Hedonismus räumen in der Regel ein, dass viele Erfahrungen von Schönheit lustvoll sind, bestreiten aber, dass dies für alle Fälle gilt. Zum Beispiel kann eine kalte, abgestumpfte Kritikerin aufgrund ihrer jahrelangen Erfahrung immer noch ein gutes Urteil über Schönheit abgeben, aber ihr fehlt die Freude, die ihre Arbeit ursprünglich begleitete. Dieser Einwand kann dadurch vermieden werden, dass man einräumt, dass Reaktionen auf schöne Dinge lustlos sein können, während man aber darauf besteht, dass alle schönen Dinge Lust verdienen, dass ästhetische Lust die einzige angemessene Reaktion auf sie ist.

## Geschichte

### Antike
Aristippos von Kyrene, der von 435 v. Chr. bis ca. 355 v. Chr. lebte und ein Zeitgenosse des Sokrates und Begründer der kyrenaischen Schule war, gilt als Begründer des Hedonismus. Aristippos unterscheidet drei Zustände der menschlichen Seele, die allesamt unter der Allegorie von Meeresbewegungen verstanden werden können: der Schmerz ist der Sturm der Seele, die Lust sanfte Wellenbewegung und dazwischen liegt die vollkommene Seelenruhe, die Ataraxie. Die Lust wird hier ausdrücklich als Übergangslust verstanden, als ein Zustand im Übergang von einem widernatürlichen in einen natürlichen Zustand. Dabei gibt es jedoch keinen Unterschied zwischen verschiedenen Lüsten. Das heißt, dass jede Lust unabhängig von ihrer Natur die gleiche Qualität hat. Entspricht die Lust dem natürlichen Zustand des Menschen, ist der Weg zum Glück nach Aristippos, die Lust zu maximieren, dem Schmerz aber auszuweichen. Er behauptet gar, die körperliche Lust sei der eigentliche Sinn des Lebens. Allerdings geht es den Kyrenaikern weniger um einen Entwurf gelingenden Lebens (eudaimonia), sondern eher um ein Konzept des gelingenden, da ganz von Lust bestimmten Augenblicks und – nur über diesen vermittelt – um die quantitative und resultative Beurteilung eines gelungenen Lebens von seinem Ende her.
Andere wichtige klassische Vertreter des philosophischen Hedonismus waren Theodoros und Hegesias.
Epikur schließt an die Begrifflichkeit des Aristipp an. Aus den wenigen überlieferten Äußerungen wird geschlossen, dass er mit dem Wort 'Lust' die Lebenslust als Prinzip gelingenden Lebens beschreibt. So nannte er auch die Ataraxie als Lust, sogar als höchste Lust. 'Ataraxie' bedeutet u. a. Gelassenheit, die sich einstellt, wenn man für sich die wichtigsten Lebensfragen geklärt hat. Er unterscheidet folglich zwischen vorübergehenden Lustgefühlen (dynamische Lust) und der Zustandslust (katastematische Lust). Das wache Dasein allein ist höchst lustvoll, wenn es frei von Schmerz ist. Forscher beschreiben diese epikuräische Lebenslust heute als „natürliche und gesunde Verfassung aller vitalen Funktionen“. Dagegen sind andere Vergnügungen nur Variationen, die zeitlich begrenzt vorkommen. Zu einer Aufrechterhaltung der katastematischen Lust führt bei Epikur eine fast asketische, tugendhafte Lebensweise. Es ist für Epikur nicht möglich, lustvoll, ohne klug, schön und gerecht zu leben. Den unvernünftigen Begierden stehen vernünftige Begierden gegenüber, die unserer Natur entsprechen, keinen Schaden nach sich ziehen und leicht zu erreichen sind. Ein Mensch mit einem gemäßigten Verlangen, welches nur auf das Notwendigste gerichtet ist, wird dauerhaft die höchste Lust erfahren.
Die unvernünftigen Begierden entstehen aus den Fehleinschätzungen des Verstandes über das Natürliche und Notwendige. Sie entspringen irrationalen Vorstellungen und Ängsten – wie z. B. der Angst vor dem Tode. Epikur sieht die Hauptaufgabe der Philosophie darin, den Menschen über diese irrationalen Vorstellungen und Ängste aufzuklären, um ihn von irrationalen Bedürfnissen zu befreien. Seine Naturphilosophie ist darauf ausgerichtet, das Natürliche und Notwendige des Menschseins ans Licht zu bringen und damit jeglichen irrationalen Ängsten zu begegnen, sie zu revidieren und dem Menschen so eine dauerhafte höchste Lust zu ermöglichen.
Der Hedonismus ist neben der Eudaimonie eine der beiden grundlegenden Theorien der Antike zum Wohlbefinden. Parallel zum westlichen Verständnis von Glück und Zufriedenheit entstand im östlichen Asien die Philosophie des Buddhismus, welche der Eudaimonie nahe steht.

### Moderne
Im Gegensatz zur Antike, in der Betrachtungen der Moral immer einhergehen mit Betrachtungen des guten Lebens, vollzieht sich in der Moderne eine Trennung dieser Bereiche. Hedonismus fungiert nunmehr als reine Theorie des individuell Guten (d. h. ein lustvolles bzw. freudvolles Leben ist ein gutes bzw. gelungenes Leben) oder als Werttheorie (d. h. einzig Lust/Freude ist intrinsisch wertvoll). Der Hedonismus als Theorie des guten Lebens trifft zunächst nur eine Aussage darüber, was ein gutes Leben ist. Welche Bedeutung einer Theorie des guten Lebens im Rahmen angemessener Handlungsentscheidungen zukommen soll, wird damit (noch) nicht entschieden. Bestimmte Moralkonzeptionen, die häufig mit dem Hedonismus in Verbindung gebracht werden (d. s. ethischer Egoismus, Amoralismus und hedonistischer Utilitarismus), sollten daher vom Hedonismus differenziert werden. Zumindest der Hedonismus als Theorie des guten Lebens legt keine bestimmte Moraltheorie nahe und kann ebenso mit deontologischen Moralkonzeptionen verknüpft werden.
In der französischen Aufklärung erhielt der Hedonismus eine Aktualisierung durch das Buch L'art de jouir von Julien Offray de La Mettrie. Auch sein Schüler Donatien Alphonse François de Sade vertrat eine hedonistische Theorie des individuell Guten, die er mit dem Amoralismus verknüpfte.
Mit Jeremy Bentham und seiner Moralkonzeption des hedonistischen Utilitarismus gewann der Hedonismus jedoch wieder an Popularität. Bentham vertritt einen quantitativen Hedonismus, auf den er den Utilitarismus aufbaut. Quantitativer Hedonismus bedeutet, dass ein Leben umso besser verläuft, je mehr Lust/Freude (Engl.: pleasure – im Folgenden übersetzt als „Freude“) erlebt wird, wobei dieses mehr an Freude aus der Dauer der erwarteten Freude und ihrer Intensität zu bestimmen ist. Zur Handlungsentscheidung sollten jedoch weitere Umstände Beachtung finden: wie gesichert es ist, dass die Freude erreicht werden kann (certainty), die zeitliche Entfernung zur erwarteten Freude (propinquity/remoteness), die Wahrscheinlichkeit, dass weitere Freude folgt und die Wahrscheinlichkeit (fecundity), dass Schmerzen oder Leid nach der Freude zu erwarten sind (purity). Diese Berechnung wird häufig als hedonistisches Kalkül bezeichnet. Der entscheidende Schritt zum Utilitarismus (und damit zu einem vollständigen Kriterium zur Handlungsentscheidung) ist schließlich, dieses hedonistische Kalkül interpersonell anzuwenden und den Gesamtnutzen aller von der Handlung Betroffenen zu maximieren. Zur Begründung des individualethischen Hedonismus (Freude ist das einzige individuell Gute), als auch des von Henry Sidgwick so genannten universellen Hedonismus (d. i. der hedonistische Utilitarismus), führt Bentham den so genannten psychologischen Hedonismus an:

„Die Natur hat die Menschheit unter die Herrschaft zweier souveräner Gebieter – Leid und Freude – gestellt. Es ist an ihnen aufzuzeigen, was wir tun sollen, wie auch zu bestimmen, was wir tun werden. Sowohl der Maßstab für Richtig und Falsch als auch die Kette der Ursachen und Wirkungen sind an ihrem Thron festgemacht.“

Den psychologischen Hedonismus als Begründung für den ethischen anzuführen, wurde stark kritisiert, vor allem wurde dies jedoch John Stuart Mill vorgeworfen, der auch den psychologischen und ethischen Hedonismus vertreten hat, da hier Humes Gesetz nicht beachtet werde, also unzulässig vom Sein auf das Sollen geschlossen werde. Es lässt sich jedoch argumentieren, dass die Herleitung nicht als schlüssiges Argument zu verstehen ist, sondern lediglich das Sein als starker Anhaltspunkt für das Sollen betrachtet wird.
Zeitgenössische Vertreter hedonistischer Positionen sind beispielsweise Michel Onfray, Torbjörn Tännsjö, Fred Feldman und Bernulf Kanitscheider. Das internationale Netzwerk Hedonistische Internationale tritt häufig mit linkspolitischem Hintergrund in Aktion, um die Freude am aktionsorientierten Protest zu betonen.